# Оканаган-Сімілкамін
Регіональний округ Оканаган-Сімілкамін (англ. Okanagan-Similkameen) — регіональний округ в Канаді, у провінції Британська Колумбія.

## Населення
За даними перепису 2016 року, регіональний округ нараховував 83022 жителів, показавши зростання на 2,8 %, порівняно з 2011-м роком. Середня густина населення становила 8 осіб/км².
З офіційних мов обидвома одночасно володіли 4 960 жителів, тільки англійською — 76 020, тільки французькою — 40, а 650 — жодною з них. Усього 9,750 осіб вважали рідною мовою не одну з офіційних, з них 140 — одну з корінних мов, а 270 — українську.
Працездатне населення становило 54 % усього населення, рівень безробіття — 8,4 % (9,4 % серед чоловіків та 7,5 % серед жінок). 81,1 % були найманими працівниками, 17,4 % — самозайнятими.
Середній дохід на особу становив $40 597 (медіана $29 914), при цьому для чоловіків — $48 679, а для жінок $33 200 (медіани — $36 235 та $25 575 відповідно).
30,2 % мешканців мали закінчену шкільну освіту, не мали закінченої шкільної освіти — 18,8 %, 51 % мали післяшкільну освіту, з яких 27,4 % мали диплом бакалавра, або вищий, 275 осіб мали вчений ступінь.
| Статево-вікова структура населення | Статево-вікова структура населення | Статево-вікова структура населення | Статево-вікова структура населення | Статево-вікова структура населення |
| ---------------------------------- | ---------------------------------- | ---------------------------------- | ---------------------------------- | ---------------------------------- |
|                                    |                                    |                                    |                                    |                                    |
| Всього                             | Всього                             | 48,0%52,0%                         |                                    |                                    |
| 0 — 14 років                       | 0 — 14 років                       |                                    | 11,5%                              | 11,5%                              |
| 15 — 64 років                      | 15 — 64 років                      |                                    | 57,4%                              | 57,4%                              |
| 65 і більше                        | 65 і більше                        |                                    | 31%                                | 31%                                |
| 85 і більше                        | 85 і більше                        |                                    | 4,4%                               | 4,4%                               |
| 100 і більше                       | 100 і більше                       |                                    | 0,1%                               | 0,1%                               |
| Середній вік (років)               | Середній вік (років)               | 49,150,7                           | 49,9                               | 49,9                               |
| Медіана (років)                    | Медіана (років)                    | 54,255,4                           | 54,8                               | 54,8                               |
| — чоловіки — жінки                 |                                    |                                    |                                    |                                    |

| Походження мешканців:     | Походження мешканців:     | Походження мешканців: | Походження мешканців: | Походження мешканців: |
| ------------------------- | ------------------------- | --------------------- | --------------------- | --------------------- |
| Походження                |                           |                       | осіб                  | %                     |
| Корінні американці        | Корінні американці        |                       | 7 090                 | 8.81%                 |
| Інше північноамериканське | Інше північноамериканське |                       | 20 240                | 25.16%                |
| Європейське               | Європейське               |                       | 66 060                | 82.12%                |
| британське                | британське                |                       | 44 035                | 54.74%                |
| французьке                | французьке                |                       | 9 260                 | 11.51%                |
| українське                | українське                |                       | 5 425                 | 6.74%                 |
| Карибське                 | Карибське                 |                       | 185                   | 0.23%                 |
| Латинськоамериканське     | Латинськоамериканське     |                       | 710                   | 0.88%                 |
| Африканське               | Африканське               |                       | 485                   | 0.6%                  |
| Азійське                  | Азійське                  |                       | 5 310                 | 6.6%                  |
| Океанійське               | Океанійське               |                       | 410                   | 0.51%                 |

| Зайнятість населення за галузями (за класифікацією NOC): | Зайнятість населення за галузями (за класифікацією NOC): | Зайнятість населення за галузями (за класифікацією NOC): | Зайнятість населення за галузями (за класифікацією NOC): | Зайнятість населення за галузями (за класифікацією NOC): |
| -------------------------------------------------------- | -------------------------------------------------------- | -------------------------------------------------------- | -------------------------------------------------------- | -------------------------------------------------------- |
|                                                          |                                                          |                                                          |                                                          |                                                          |
| Управління                                               | Управління                                               |                                                          | 12,3%                                                    | 12,3%                                                    |
| Бізнес, фінанси та адміністрування                       | Бізнес, фінанси та адміністрування                       |                                                          | 12,8%                                                    | 12,8%                                                    |
| Природничі та прикладні науки                            | Природничі та прикладні науки                            |                                                          | 4,3%                                                     | 4,3%                                                     |
| Охорона здоров'я                                         | Охорона здоров'я                                         |                                                          | 7,9%                                                     | 7,9%                                                     |
| Освіта, правозахист, муніципальні та урядові служби      | Освіта, правозахист, муніципальні та урядові служби      |                                                          | 8,7%                                                     | 8,7%                                                     |
| Мистецтво, культура, відпочинок та спорт                 | Мистецтво, культура, відпочинок та спорт                 |                                                          | 2,4%                                                     | 2,4%                                                     |
| Роздрібна торгівля та послуги                            | Роздрібна торгівля та послуги                            |                                                          | 25,3%                                                    | 25,3%                                                    |
| Гуртова торгівля, транспорт та обладнання                | Гуртова торгівля, транспорт та обладнання                |                                                          | 16,8%                                                    | 16,8%                                                    |
| Природні ресурси, сільське господарство                  | Природні ресурси, сільське господарство                  |                                                          | 5,8%                                                     | 5,8%                                                     |
| Виробництво                                              | Виробництво                                              |                                                          | 3,6%                                                     | 3,6%                                                     |

## Населені пункти
До складу регіонального округу входять місто Пентіктон, містечка Осуюс, Олівер, Принстон, муніципалітет Саммерленд, село Керемеос, індіанські резервації Чучувая 2, Чопака 7&8, Пентиктон 1, Блайнд-Крік 6, Ашнола 10, Осоюс 1, Алексис 9, Ловер-Сімілкамін 2, а також хутори, інші малі населені пункти та розосереджені поселення.

## Клімат
Середня річна температура становить 1,9 °C, середня максимальна — 15,2 °C, а середня мінімальна — -11,6 °C. Середня річна кількість опадів — 637 мм.
| Клімат поселення                              | Клімат поселення | Клімат поселення | Клімат поселення | Клімат поселення | Клімат поселення | Клімат поселення | Клімат поселення | Клімат поселення | Клімат поселення | Клімат поселення | Клімат поселення | Клімат поселення | Клімат поселення |
| Показник                                      | Січ.             | Лют.             | Бер.             | Квіт.            | Трав.            | Черв.            | Лип.             | Серп.            | Вер.             | Жовт.            | Лист.            | Груд.            |                  |
| Середній максимум, °C                         | −1,2             | 0,22             | 2,18             | 5,20             | 9,70             | 13,54            | 14,33            | 15,23            | 11,26            | 6,51             | 0,89             | −3,98            |                  |
| Середня температура, °C                       | −6,42            | −4,98            | −3,03            | −0,02            | 4,47             | 8,32             | 10,97            | 11,88            | 7,92             | 3,16             | −2,45            | −7,34            |                  |
| Середній мінімум, °C                          | −11,64           | −10,21           | −8,25            | −5,24            | −0,74            | 3,10             | 7,62             | 8,53             | 4,55             | −0,19            | −5,81            | −10,68           |                  |
| Норма опадів, мм                              | 59               | 44               | 42               | 35               | 71               | 71               | 56               | 53               | 42               | 41               | 63               | 60               |                  |
| Середньомісячна швидкість вітру, м/с          | 2.63             | 2.56             | 2.92             | 3.10             | 2.96             | 2.96             | 2.84             | 2.72             | 2.66             | 2.81             | 2.78             | 2.53             |                  |
| Середньомісячна сонячна радіація, кДж/м²·день | 3976             | 7143             | 11441            | 16128            | 19403            | 21332            | 22641            | 19473            | 14044            | 8198             | 4095             | 3104             |                  |
| --------------------------------------------- | ---------------- | ---------------- | ---------------- | ---------------- | ---------------- | ---------------- | ---------------- | ---------------- | ---------------- | ---------------- | ---------------- | ---------------- | ---------------- |
| Джерело:                                      |                  |                  |                  |                  |                  |                  |                  |                  |                  |                  |                  |                  |                  |